# Electronvoltio
El electronvoltio (símbolo eV) es una unidad de energía que representa la variación de energía que experimenta un electrón al moverse desde un punto de potencial Va hasta un punto de potencial Vb cuando la diferencia Vba = Vb-Va = 1 V, es decir, cuando la diferencia de potencial del campo eléctrico es de 1 voltio. Su valor es 1,602 176 634 × 10−19 J.
Es una de las unidades aceptadas para su uso en el Sistema Internacional de Unidades, pero que no pertenece estrictamente a él. 
En física de altas energías, el electronvoltio resulta una unidad muy pequeña, por lo que son de uso frecuente múltiplos como el megaelectronvoltio MeV o el gigaelectronvoltio GeV. En la actualidad, con los más potentes aceleradores de partículas, se han alcanzado energías del orden del teraelectronvoltio TeV (un ejemplo es el gran colisionador de hadrones, LHC, que está preparado para operar con una energía de hasta 14 teraelectronvoltios). Hay objetos en nuestro universo que son aceleradores a energías aún mayores: se han detectado rayos gamma de decenas de TeV y rayos cósmicos de petaelectronvoltios (PeV, mil TeV), y hasta de decenas de exaelectronovoltios (EeV, equivalente a mil PeV).
Algunos múltiplos típicos son:
1 keV = 103 eV
1 MeV = 103 keV = 106 eV
1 GeV = 103 MeV = 109 eV
1 TeV = 103 GeV = 1012 eV
1 PeV = 103 TeV = 1015 eV
1 EeV = 103 PeV = 1018 eV
En física de partículas se usa indistintamente como unidad de masa y de energía, ya que en relatividad ambas magnitudes se refieren a lo mismo. La relación de Einstein, E = m·c², da lugar a una unidad de masa correspondiente al eV (despejando m de la ecuación) que se denomina eV/c².
1 eV/c² = 1,783 × 10-36 kg
1 keV/c² = 1,783 × 10-33 kg
1 MeV/c² = 1,783 × 10-30 kg
1 GeV/c² = 1,783 × 10-27 kg

## Definición
Un electronvoltio es la cantidad de energía cinética ganada o perdida por un solo electrón acelerando desde el reposo a través de una diferencia de potencial eléctrico de un voltio en el vacío. Por lo tanto, tiene un valor de un voltio, 1 J/C, multiplicado por la carga elemental e = 1.602176634×10−19 C. Por ende, 1 eV = 1 e × 1 V.
El electronvoltio (eV) es una unidad de energía, pero no es una unidad del Sistema Internacional de Unidades. La unidad de energía del SI es el julio (J).

## Historia
La unidad electronvoltio, entonces todavía conocida como el "voltio equivalente", se utilizó por primera vez en 1912 en Philosophical Magazine en un artículo de Karel Taylor Compton y Owen Willans Richardson sobre El efecto fotoeléctrico.
En EE. UU., con el desarrollo de la física de partículas, se empezó a utilizar la unidad BeV (o bev o Bev), donde B representaba un billón (del inglés " billion "). En 1948, sin embargo, la IUPAP rechazó su uso y prefirió el uso del prefijo gig para mil millones de electronvoltios, por lo que la unidad se abrevia GeV.
En algunas publicaciones antiguas, se usa "ev" como abreviatura de electronvoltio.
El nombre del acelerador de partículas Bevatron (en funcionamiento de 1954 a 1993, Berkeley, EE. UU.) se derivó de la unidad BeV. Según la misma clave, se nombró al acelerador Tevatron (1983-2011, Illinois), que aceleraba protones y antiprotones a energías de hasta 1 TeV. El nombre Zevatron se usa a veces con exageración para fuentes astrofísicas naturales de partículas con energías de hasta 1021  eV (prefijo zetta). Nunca antes se había registrado la mayor energía de una sola partícula.

## Relación con otras propiedades físicas y unidades
| Medidas     | Unidad | Valor de la unidad SI |
| ----------- | ------ | --------------------- |
| Energía     | eV     | 1.602176634×10−19 J   |
| Masa        | eV/c2  | 1.78266192−36 kg      |
| Momentum    | eV/c   | 5.34428599−28 kg·m/s  |
| Temperatura | eV/kB  | 1.1604518124 K        |
| Tiempo      | ħ/eV   | 6.582119−16 s         |
| Distancia   | ħc/eV  | 1.97327−7 m           |

### Masa
Por equivalencia masa-energía, el electronvoltio corresponde a una unidad de masa. Es común en física de partículas, donde las unidades de masa y energía a menudo se intercambian, expresar la masa en unidades de eV/c2, donde c es la velocidad de la luz en el vacío (de E = mc2). Es común expresar informalmente la masa en términos de eV como unidad de masa, utilizando efectivamente un sistema de unidades naturales con c fijado en 1. El kilogramo equivalente de 1eV/c2 es:
{\displaystyle 1\;{\text{eV}}/c^{2}={\frac {(1.602\ 176\ 634\times 10^{-19}\,{\text{C}})\times 1\,{\text{V}}}{(299\ 792\ 458\;\mathrm {m/s} )^{2}}}=1.782\ 661\ 92\times 10^{-36}\;{\text{kg}}.}
Por ejemplo, un electrón y un positrón, cada uno con una masa de 0.511 MeV/c², pueden aniquilarse para producir 1,022 MeV de energía. Un protón tiene una masa de 0,938 GeV/c². En general, las masas de todos los hadrones son del orden de 1 GeV/c², lo que hace del GeV/c2 una unidad de masa conveniente para la física de partículas:
- 1 GeV/c² = 1.78266192×10−27 kg.

La constante de masa atómica (mu), una doceava parte de la masa de un átomo de carbono-12, se aproxima a la masa de un protón. Para convertir a electronvoltio masa-equivalente, utilice la fórmula:
- mu = 1 Da = 931.4941 MeV/c² = 0.9314941 GeV/c².

### Temperatura
En determinados campos, tal como la física del plasma, es conveniente utilizar el electronvoltio para expresar temperaturas. El electronvoltio es dividido por la constante de Boltzmann para convertir a la escala Kelvin:
{\displaystyle {1eV \over k_{\text{B}}}={1.602\ 176\ 634\times 10^{-19}{\text{ J}} \over 1.380\ 649\times 10^{-23}{\text{ J/K}}}=11\ 604.518\ 12{\text{ K}}.}
Donde kB es la constante de Boltzmann, K es el Kelvin,la unidad de temperatura, J el Julio, la unidad de energía del SI, y eV el electronvoltio.
Por ejemplo, un plasma típico de confinamiento magnético de fusión es 15 keV (kilo-electronvoltios), lo que es igual a 174 MK (millones de Kelvin).
En forma aproximada: kBT es  0.025 eV (≈ 290 K11604 K/eV) a una temperatura de 20 °C.

### Momento
En la física de altas energías, a menudo se utiliza el electronvoltio como unidad de momento (cantidad de movimiento). Una diferencia de potencial de 1 voltio causa que un electrón gane una cantidad de energía (o sea 1 eV). Ello da lugar al uso de eV (y keV, MeV, GeV o TeV) como unidaes de momento, porque la energía provista resulta en la aceleración de la partícula.
Las dimensiones de las unidades de momento son L1 M1 T -1. Las dimensiones de unidades de energía son L2 M1 T -2. Por lo tanto, dividiendo las unidades de energía (tales como eV) por una constante fundamental que tiene unidades de velocidad L1 T -1, facilita la conversión requerida de utilizar unidades de energía para describir momento. En el campo de la física de partículas de alta energía, la unidad de velocidad fundamental es la velocidad de la luz en el vacío c. 
Si se divide la energía en eV por la velocidad de la luz, se puede describir el momento de un electrón en unidades de eV/c.
La constante fundamental de velocidad c a menudo es dejada de lado de las unidades de momento mediante definir unidades de longitud tal como el valor de c es unitario. Por ejemplo, si el momento p de un electrón se dice que es de 1 GeV, por lo que la conversión a MKS se realiza como:
{\displaystyle p=1\;{\text{GeV}}/c={\frac {(1\times 10^{9})\cdot (1.602\ 176\ 634\times 10^{-19}\;{\text{C}})\cdot (1\;{\text{V}})}{2.99\ 792\ 458\times 10^{8}\;{\text{m}}/{\text{s}}}}=5.344\ 286\times 10^{-19}\;{\text{kg}}\cdot {\text{m}}/{\text{s}}.}

### Distancia
En física de partículas, un sistema de "unidades naturales" en el cual la velocidad de la luz en el vacío c y la constante de Planck reducida ħ son adimensionales e iguales a la unidad es ampliamente utilizado: c = ħ = 1. En estas unidades, tanto distancias como tiempos son expresados en unidades de energía inversas (mientras que energía y masa son expresados en las mismas unidades, véase equivalencia masa energía). En particular, las longitudes de dispersión de partículas a menudo son presentadas en unidades de la inversa de las masas de partículas.
Fuera de este sistema de unidades, los factores de conversión entre electronvoltio, segundo y nanómetro son las siguientes:
{\displaystyle \hbar ={\frac {h}{2\pi }}=1.054\ 571\ 817\ 646\times 10^{-34}\ {\mbox{J s}}=6.582\ 119\ 569\ 509\times 10^{-16}\ {\mbox{eV s}}.}
Estas relaciones también permiten expresar la vida media τ de una partícula inestable (en segundos) en función de su ancho de la resonancia Γ (en eV) mediante Γ = ħ/τ. Por ejemplo, el mesón B0 posee una vida media de 1.530(9) picosegundos, ancho medio de resonancia es cτ = 459.7 μm, o un ancho de resonancia de 4.302 10-4 eV.
En cambio, las minúsculas diferencias de masas de los mesones responsables de las oscilaciones de los mesones a menudo son expresadas en picosegundos inversos unidad que resulta más conveniente.
La energía expresada en electronvoltios a veces es expresada mediante la longitud de onda de la luz con fotones de la misma energía: 
{\displaystyle {\frac {1\;{\text{eV}}}{hc}}={\frac {1.602\ 176\ 634\times 10^{-19}\;{\text{J}}}{(2.99\ 792\ 458\times 10^{10}\;{\text{cm}}/{\text{s}})\cdot (6.62\ 607\ 015\times 10^{-34}\;{\text{J}}\cdot {\text{s}})}}\thickapprox 8065.5439\;{\text{cm}}^{-1}.} a menudo son presentadas en unidades de la inversa de la masa de la partícula.

## Tamaño de la unidad
El electrón voltio es una cantidad extremadamente pequeña de energía en una escala común. La energía de un mosquito volador es de aproximadamente un billón de electronvoltios. Por lo tanto, la unidad es útil donde las energías típicas son muy pequeñas, es decir, en un mundo de partículas. Aquí, también, 1 eV es a menudo una energía relativamente pequeña, por lo que se utilizan múltiplos y prefijos más grandes : 1 keV es mil eV, 1 MeV es un millón de eV, 1 GeV es mil millones de eV, 1 TeV es un billón de eV. En ocasiones se utiliza la abreviatura como sigla.
El acelerador de partículas más grande (LHC) suministra a cada protón 7 TeV. Al romper un solo núcleo de uranio 235U, se liberan aproximadamente 215 MeV. [8] Al combinar un núcleo de un átomo de deuterio con un núcleo de tritio, se liberan 17,6 MeV. En las pantallas de televisión en color, los electrones son acelerados por un alto voltaje de unos 32.000 voltios, de modo que los electrones adquieren una energía cinética de 32 keV. Los electronvoltios son muy adecuados para medir la energía de los enlaces químicos, son del orden de unidades o decenas de eV por una molécula. Se requieren 13,6 eV para extraer un electrón de un átomo de hidrógeno (ionización). El orden de eV también tiene energías de fotones de luz visible. En la termodinámica se producen energías inferiores a los electronvoltios; por ejemplo, la energía cinética media de las partículas de aire a temperatura ambiente es de 38 meV (millielectronvoltios).
La velocidad de un electrón con una energía cinética de 1 eV es de aproximadamente 593 km/s. La velocidad de un protón con la misma energía cinética es entonces de solo 13,8 km/s.
La magnitud del electronvoltio en unidades SI se determina midiendo la carga del electrón. El más preciso de los métodos conocidos es la medición del efecto Josephson, que determina el valor de la constante de Josephson {\displaystyle K_{\mathrm {J} }}. La magnitud de la carga elemental se determina entonces a partir de la relación {\displaystyle e={\frac {2}{\left(R_{\mathrm {K} }K_{\mathrm {J} }\right)}}}. Zde {\displaystyle R_{\mathrm {K} }}. Aquí {\displaystyle R_{\mathrm {K} }} es la constante de von Klitzing , que se mide con mayor precisión que {\displaystyle K_{\mathrm {J} }}. La desviación estándar relativa de la medición constante de Josephson es 2,5 × 10 −8 (2,5 millonésimas de porcentaje ), y la conversión de un electrón-voltio en un julio es igual de precisa.

## Experimentos de dispersión
En un experimento de dispersión nuclear de baja energía, es convencional referirse a la energía de retroceso nuclear en unidades de eVr, keVr, etc. Esto distingue la energía de retroceso nuclear de la energía de retroceso "equivalente al electrón" (eVee, keVee, etc.) medida por luz de centelleo. Por ejemplo, el rendimiento de un fototubo se mide en phe/keVee (fotoelectróns por keV de energía equivalente al electrón). La relación entre eV, eVr y eVee depende del medio en el que tiene lugar la dispersión, y debe establecerse empíricamente para cada material.

## Medición

Equipo para medir el efecto fotoeléctrico: K - cátodo, M - rejilla, A - ánodo, P - potenciómetro

En la práctica técnica, es ventajoso que para partículas con carga elemental, el cambio de energía en electronvoltios corresponda directamente al voltaje eléctrico en voltios por el cual la partícula es acelerada (o frenada). Un ejemplo es un aparato para observar un efecto fotoeléctrico externo, donde se utiliza un campo eléctrico de frenado para determinar la energía de los electrones.
La luz (u otra radiación) pasa a través de una ventana hacia un matraz vacío y golpea un cátodo para arrancar electrones de su superficie. Vuelan a través de la rejilla, golpeando el ánodo y creando una corriente eléctrica en el circuito, que medimos con un microamperímetro. Para determinar la energía de los electrones voladores, configuramos usando un potenciómetro tensión de frenado entre el cátodo y la red. Este campo eléctrico devuelve pocos electrones de energía al cátodo y no participan en la conducción de corriente. Sin embargo, si el electrón tiene suficiente energía cinética, supera el campo de frenado y continúa hacia el ánodo. La energía cinética necesaria en electronvoltios corresponde directamente a la tensión de frenado en voltios. Por lo tanto, podemos determinar experimentalmente el valor extremo del voltaje entre el cátodo y la rejilla en el que todavía fluye una corriente a través del circuito, por ejemplo, 1,2 voltios. Esto significa que la luz suministra electrones con una energía cinética de 1,2 electronvoltios.
En la práctica, por lo tanto, a menudo comparamos el valor desconocido de la energía de la partícula directamente con el electrón-voltio y no con las unidades del sistema SI. Esta es una de las principales razones para configurar esta unidad. La imprecisión del factor de conversión entre eV y J suele ser completamente insignificante debido a errores de medición en condiciones normales de laboratorio. Además, el electrón-voltio se puede calcular con mucha más precisión que el julio según la definición del SI.